# Tocancipá (kommun)
Tocancipá är en kommun i Colombia.   Den ligger i departementet Cundinamarca, i den centrala delen av landet, 40 km norr om huvudstaden Bogotá. Antalet invånare är 24 154.